# Копіє (ніж)

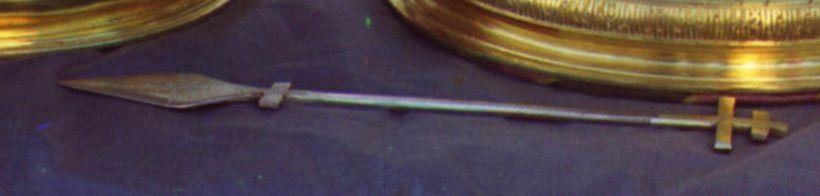
Копіє — дар царівни Марії Олексійовни до Олександрівського Успенського монастиря

Копіє́ (церк.-слов. копіє́, грец. λόγχη — «спис») — елемент православного церковного начиння, жертовний двосічний ніж з коротким трикутним лезом. Належить до Священних посудин, призначений для виймання частинок з просфор під час Літургії, а також для роздрібнення Агнця. Символізує спис, яким були пронзені ребра Ісуса Христа на Хресті (спис Лонгина).

## Опис і види
Копіє має коротке залізне лезо у вигляді наконечника списа, на дерев'яній або костяній ручці. У храмі можуть бути водночас кілька копій, розрізнюваних за розмірами та призначенням.
- Мале копіє — призначене для виймання Агнця з Агничної просфори
- Середнє копіє («дев'ятичинне») — призначене для виймання частинок з девятичинної просфори (на честь святих)
- Велике копіє — призначене для подрібнення Агнця наприкінці Літургії вірних
- Артосне копіє — призначене для подрібнення артоса

## Використовування

### На Літургії
Копіє застосовує священик на проскомидії для вирізування Агнця з першої богослужбової просфори. Для цього зазвичай використовують мале копіє. Також копієм роблять хрестоподібний надріз на Агнці після виймання його. Як згадку про страждання Ісуса Христа на Хресті Агнець злегка пронзають копієм з правого боку зі словами з Євангелія від Івана: Єдинъ отъ воїнъ копіємъ ребра Єго прободе. Потім копієм виймають частинки з Богородичної просфори, девятичинної просфори, просфори за живих, просфори за мертвих, а також з просфор, поданих вірянами. Вийняті частинки викладають на дискос. Наприкінці Літургії, після причащення священослужителів Агнець подрібнюють копієм та опускають частинки у потир.
Копіє також використовують для подрібнення артоса перед його роздаванням вірянам. Для цього можуть застосовувати спеціальне артосне копіє.

### На требах
Послѣдованіє на страсть недуга со святымъ копієм — вид послідовання (треби), яке править священик над хворою людиною, осіняючи її хрестоподібно копієм.

## Символізм копія
Як образ одного зі знарядь Страстей Христових (і взагалі як зброя), залізний спис, що ріже просфору — символ жорстокості цього світу. Сили жорстокості і смерті прагнуть умертвити у земному все Божествене і небесне. Але за промислом Божим, вони виявляються знаряддями, що виділяють, виймають з середовища людського світу все те, що не від світу сього. У цьому розумінні копіє подібне мечу, про який говорить Ісус: «Не ду́майте, що Я прийшов, щоб мир на землю прине́сти, — Я не мир прине́сти прийшов, а меча» (Євангеліє від Матвія 10:34).